# Titl
Titl je priimek več znanih Slovencev. Po podatkih Statističnega urada Republike Slovenije trenutno ni živečih Slovencev s tem priimkom.

## Znani nosilci priimka
- Julij Titl (1914 - 2014), geograf, zgodovinar, arhivist, publicist